# Geocaulon
Geocaulon es un género con uno especies de plantas de flores perteneciente a la familia Santalaceae. 

## Especies seleccionadas
- Geocaulon lividum